# Gamma Cassiopeiae
γ Cassiopeiae (Gamma Cassiopeiae, kurz γ Cas) ist ein veränderlicher Stern 2. bis 3. Größenklasse im Sternbild Kassiopeia. Die Entfernung zur Sonne beträgt ca. 550 Lichtjahre.
γ Cas ist der Namensgeber zweier Sternklassen: Zum einen der γ-Cassiopeiae-Sterne, einer Gruppe von veränderlichen Sternen, zum anderen der γ-Cassiopeiae-Analogs, einer sehr kleinen Unterklasse von Be- und Oe-Sternen (10 bis 12 bekannte Objekte), die sich durch besondere Eigenschaften im Röntgenlicht auszeichnen. γ Cas und seine Analogs sind daher interessante Objekte für die Röntgenastronomie.

## Eigenschaften

### Stern und Scheibe
γ Cas ist ein massereicher (16 M⊙), heißer (Teff = 25 000 K) Unterriese vom Spektraltyp B0,5e. Der Stern benötigt für eine Umdrehung um die eigene Achse sehr wahrscheinlich 1,2158 Tage und rotiert somit bei einem Radius von 10 R⊙ knapp unterhalb seiner kritischen Geschwindigkeit (jener Geschwindigkeit, bei der am Äquator die Fliehkraft die Schwerkraft übersteigen würde). Um den Stern hat sich auf der Ebene des Äquators eine optisch dünne Materiescheibe (decretion disk) gebildet. Voraussetzung zur Bildung dieser Scheibe ist ebendiese nahezu kritische Rotation. Der Vorgang, durch den die Materie den letzten Rest Schwerkraft überwinden und in die Scheibe strömen kann, ist noch nicht vollständig verstanden; es werden Erklärungen wie stellare Pulsation, Magnetismus oder ein enger Begleitstern, der mit seiner Gravitation auf die Oberfläche des Stern einwirkt, angeführt. Die Rotationsachse des Sterns (so auch die Scheibe) ist gegenüber unserer Sichtlinie um 42° geneigt.

### Be-Phänomen
γ Cas gehört zu den „klassischen“ Be-Sternen und war auch der erste entdeckte Stern dieser Art (Angelo Secchi 1867). Be-Sterne sind Sterne vom Spektraltyp B (ausgenommen Überriesen), die zumindest zeitweise Balmerlinien in Emission zeigen. Hierunter fallen rund 20 % aller B-Sterne. Bei γ Cas wurde auch der Wechsel zwischen den Phasen als B-, Be- und Hüllenstern (shell star) beobachtet:
- bis 1932: Be-Stern,
- 1932 – 1942: Be-Stern mit mehreren Hüllenphasen,
- 1942 – 1981: B-Stern mit Übergang zur Be-Phase,
- seit 1981: Be-Stern.[12]

### Veränderlichkeit
γ Cas ist der Prototyp der γ-Cassiopeiae-Sterne, einer Untergruppe der eruptiv veränderlichen Sterne. Die scheinbare visuelle Helligkeit von γ Cas schwankt irregulär zwischen 1,6 mag und 3,0 mag. Der größte Ausbruch ereignete sich Mitte 1936, als γ Cas die volle Helligkeit erreichte. Seitdem gab es keinen Ausbruch ähnlicher Größe mehr. Die Ausbrüche hängen mit der Bildung und Zerstörung der Scheibe zusammen.

### Spektroskopischer Begleiter
γ Cas ist ein spektroskopischer Doppelstern mit einer Umlaufzeit von 203,53 Tagen. Der Begleiter (≈ 0,8 M⊙) umkreist den Hauptstern auf einer fast kreisförmigen Bahn (e < 0,03).

### Röntgenemission
Das Unterscheidungsmerkmal von γ Cas und seiner Analogs zu normalen O- und B-Sternen ist die Röntgenleuchtkraft, die mit 1032 – 1033 erg/s (1025 – 1026 W) höher als bei diesen Sternen (typischerweise 1030 erg/s bzw. 1023 W) ist, aber unter der von Be-Röntgendoppelsternen (1034 erg/s bzw. 1027 W, bei Ausbrüchen bis 1038 erg/s bzw. 1031 W) liegt. γ Cas emittiert ungewöhnlich harte thermische Röntgenstrahlung, wobei der Großteil (> 80 %) von einer heißen, optisch dünnen Plasmakomponente mit kT ≈ 12 – 14 keV abgestrahlt wird. Die Röntgenlichtkurve besteht aus einer Grundintensität („basaler“ Fluss), zu der punktuelle kurzlebige Ausbrüche (shots, bursts) von einigen Sekunden bis Minuten hinzukommen. Der basale Röntgenfluss schwankt ferner mit einer kurzen Periode von 30 Minuten bis ca. 10 Stunden und einer langen Periode von ca. 70 Tagen.
Ein Forschungsschwerpunkt ist die Entschlüsselung des Mechanismus zur Entstehung der besonderen Röntgeneigenschaften bei γ Cas und seiner Analogs. Hierzu gibt es zwei Modelle:
- Wechselwirkung zwischen Stern und Scheibe: In diesem Fall entsteht die Röntgenstrahlung durch komplexe Wechselwirkung zwischen dem Magnetfeld des Sterns und seiner Scheibe.
- enges Doppelsternsystem: Demnach wird der Hauptstern von einem entarteten Begleiter (weißer Zwerg, Neutronenstern) umkreist, der Materie vom Hauptstern akkretiert. Der Akkretionsvorgang wäre die Ursache der Röntgenstrahlung.

Von der Wissenschaft wird das Stern-Scheibe-Modell bevorzugt. Die magnetischen Feldlinien des schnell rotierenden Be-Sterns und der langsamer rotierenden Scheibe verschränken sich, sodass sie sich dehnen und trennen und bei der Wiederverbindung Teilchen mit hoher Geschwindigkeit auf den Stern geschleudert werden. Hierbei erhitzt sich dessen Oberfläche lokal sprunghaft auf fast 108 K, was zur Röntgenemission führt.
Obwohl seit 2000 der spektroskopische Begleiter von γ Cas gesichert ist (dessen Natur aber noch immer ungeklärt ist), scheint die Doppelstern-Hypothese unwahrscheinlich, da sich die Röntgeneigenschaften zwischen bekannten Röntgendoppelsternen und γ Cas deutlich unterscheiden. So zeigen Be-Röntgendoppelsterne (Be-Stern + Neutronenstern) nicht-thermische Röntgenemissionen. Für das Modell Be-Stern + weißer Zwerg spricht, dass das Röntgenspektrum oberhalb von 10 keV eine grobe Ähnlichkeit zu gewissen kataklysmischen Veränderlichen (v. a. AM-Herculis-Sternen) besitzt, aber auch hier gibt es signifikante Unterschiede. Außerdem fehlt die Modulation des Röntgenflusses durch den Umlauf des Begleiters, welche man beim Zutreffen dieses Modells erwarten würde.

## Umgebung
γ Cas ist auch ein visueller Doppelstern. Im Abstand von 2,1″ liegt die Komponente γ Cas B (V = 10,9 mag, Spektralklasse F6 V). Diese besitzt die gleiche Eigenbewegung wie γ Cas A und ist daher wahrscheinlich ein physischer Begleiter. γ Cas wäre somit in Summe ein Dreifachsystem.
In der Umgebung des Sterns (drei bis vier Lichtjahre Entfernung) liegen die beiden Reflexions- und Emissionsnebel IC 59 und IC 63.

## Trivia
Der gelegentlich anzutreffende Name Navi für diesen Stern ist modernen Ursprungs und geht auf einen Scherz des Apollo-Astronauten Virgil „Gus“ Grissom zurück, der die Namen der Apollo-1-Mannschaft als „Navi“ (für Virgil Ivan Grissom), „Dnoces“ (für Edward H. White II (= the second)) und „Regor“ (für Roger Chaffee) auf eine Liste von Navigationssternen schmuggelte.